# Svatopluk Havelka
Svatopluk Havelka (2. května 1925 Vrbice – 24. února 2009 Praha) byl český hudební skladatel a hudební pedagog.

## Život
Svatopluk Havelka studoval hudbu nejprve soukromě, poté studoval muzikologii na Filosofické fakultě Univerzity Karlovy.[zdroj?] Tři roky sloužil během své základní vojenské služby v Armádním uměleckém souboru Víta Nejedlého. Poté působil jako umělec na ve svobodném povolání. Jedná se o otce herce, zpěváka a režiséra Ondřeje Havelky.
Ve svých skladbách vtiskl do svého kompozičního stylu i náměty z tzv. Nové hudby jako jsou aleatorika, témbrové plochy a prvky moderní harmonie.
V roce 1987 byl jmenován zasloužilým umělcem, v roce 1989 se stal laureátem státní ceny Klementa Gottwalda. V roce 1990 byl jmenován profesorem skladby na pražské AMU. Zemřel 24. února 2009 v pražské nemocnici.

## Dílo

### Vážná hudba

#### programní a symfonické skladby
- 1955 1. symfonie
- 1961 Chvála světla, kantáta – Státní cena
- 1964 Heptameron pro zpěvní hlasy, recitátora a orchestr
- 1965 Pěna, symfonická báseň
- 1970 Pyrrhos, symfonie–balet
- 1974 Hommage ? Hieronymus Bosch, symfonická fantazie
- 1997 Znamení časů

#### komorní díla
- 1976 Nonet
- 1970 Percussionata pro bicí nástroje

#### duchovní skladby
- 1985 Tichá radost pro violu
- 1986 Disegno pro flétnu
- 1987 Pocta Fra Angelicovi pro kytaru
- 1988 Profeteia pro dětský sbor, orchestr a varhany na biblické texty
- 1991 Rozhovory duše s Bohem pro klarinet a klavír
- 1987 Jeroným Pražský (Epistola de Magistri Hieronymi de Praga), oratorium, Státní cena
- 1993 Parenéze pro soprán, klavír a bicí
- 1992 Skrytá mana a bílý kamének pro dva hráče na bicí nástroje
- 1998 Agapé je láska pro soprán, housle, violu, violoncello a klavír na řecký text 13. kapitoly 1. listu apoštola Pavla Korintským

### Filmová a scénická hudba
Jedná se o autora hudby k 70 celovečerním hraným a 150 krátkým filmům a k řadě divadelních inscenací

#### Filmografie, výběr
- 1956 Honzíkova cesta
- 1960 Zpívající pudřenka
- 1962 Biele oblaky
- 1963 Až přijde kocour
- 1964 Táto, sežeň štěně!
- 1966 Kdo chce zabít Jessii?
- 1967 Konec agenta W4C prostřednictvím psa pana Foustky
- 1968 Všichni dobří rodáci
- 1968 Na Žižkově válečném voze
- 1970 Jeden z nich je vrah
- 1970 Pane, vy jste vdova!
- 1970 Ucho
- 1973 Zatykač na královnu
- 1976 Marečku, podejte mi pero!
- 1979 Božská Emma
- 1979 Princ a Večernice
- 1988 Nebojsa